# 克莉斯汀·奥胡鲁古
克莉斯汀·奥胡鲁古，MBE（英語：Christine Ohuruogu，1984年5月17日—）是一名专长于400米赛跑的英国田径运动员，她曾参加2004年、2008年、2012年和2016年四届奥运，共获得一枚金牌、一枚银牌和两枚铜牌。